# Giuseppe Antonio Maria Michele Mainoni
Giuseppe Antonio Maria Michele Mainoni (Lugano, 29 settembre 1754 – Mantova, 12 dicembre 1807) è stato un generale italiano naturalizzato francese.

## Biografia
Mainoni nacque a Lugano in Svizzera nel 1754. Proveniva da una famiglia originaria di Como in Lombardia. Era figlio di Bernardo Giuseppe Mainoni (1727-1786) e di Francesca Grossi. Sua moglie, Franceska Clara Schweitzer (1755-1791), era la figlia del magnate degli affari e banchiere italiano Francesco Maria Suaicara (germanizzato in "Franz Maria Schweitzer").
Mainoni trascorse l'infanzia e la prima adolescenza tra Lugano, Volesio (sottodivisione di Tremezzo, frazione di Tremezzina) e Como, dove studiò nel collegio dei gesuiti. Nel 1770 iniziò a lavorare nell'azienda di famiglia, creata dal nonno Giuseppe Antonio Mainoni (1704-1776), a Strasburgo. Poco dopo partì per Francoforte per gestire il negozio di quella città, mentre suo padre gestiva il negozio di Strasburgo.
A Francoforte sposò nel 1777 Franceska Clara Schweitzer, dalla quale ebbe sei figli.
Dopo la morte del padre nel 1786, gli succedette a Strasburgo, ma nel 1788 fu costretto a liquidare il negozio di Francoforte.
Da agosto a novembre del 1793 fu agente nazionale per il distretto di Strasburgo. Fu poi presidente del tribunale rivoluzionario della città fino al gennaio 1794.
Nel luglio 1795 fu arrestato e incarcerato a Strasburgo per aver commesso abusi come presidente del tribunale rivoluzionario. Le accuse erano relativamente minori e fu facilmente assolto il 12 settembre dello stesso anno.

### Servizio militare
Mainoni entrò in servizio il 18 ottobre 1790, come soldato della cavalleria nazionale al servizio del Basso Reno, e per tutti i gradi fino a quello di capitano del suddetto corpo il 6 agosto 1792. In ottobre fu nominato all'unanimità dai comandanti di battaglione, comandante del 6º Battaglione volontari del Basso Reno. L'11 aprile 1793 era presente all'assedio di Magonza come capo brigata, e durante una sortita venne ferito a una gamba.
Il 30 luglio 1794 prese il comando della 92ª Semibrigata.
Fu nominato comandante di brigata il 17 febbraio 1796, alla 44ª Semibrigata, per decisione dei rappresentanti Baudot, Lacoste, Lémane e Rougemont. Prestò servizio con distinzione nelle armate dei Vosgi, del Centro e del Reno, agli ordini dei generali Biron, Wimpffen e Beauharnais. Si distinse nella battaglia di Biberach il 2 ottobre 1796, e sconfisse il nemico nella battaglia di Stans in Svizzera il 9 settembre 1798, che determinò la resa di quella città.
Fu promosso generale di brigata il 19 novembre 1798. Fu sorpreso in battaglia dagli austriaci il 16 marzo 1799. Il nemico apparve inaspettatamente dalle montagne e Mainoni fu fatto prigioniero insieme al suo aiutante di campo e a quasi tutti i suoi ufficiali, oltre a 1 000 uomini. Dopo quattro mesi di prigionia nella fortezza di Graz, fu scambiato con il generale austriaco Franz Xaver von Auffenberg.
Il 16 agosto 1799 tornò in Francia e dal 9 settembre servì nell'Armata del Danubio. Il 25 settembre combatté al passaggio del Linth, comandando l'ala destra della divisione di Nicolas Jean-de-Dieu Soult. La sua azione fu decisiva per la vittoria francese nella seconda battaglia di Zurigo. Quindi fu trasferito al comando della 110ª Semibrigata a Berna. In dicembre passò al comando delle truppe di stanza nel Canton Vallese agli ordini del generale Louis Antoine Choin de Montgay.
Il 18 marzo 1800, fu assegnato alla riserva dell'esercito, e il 10 maggio comandò l'avanguardia della divisione di fanteria del generale Jean Lannes.
Si distinse nella difesa della sponda destra del Po. Comandando 3 battaglioni della divisione del generale François Watrin, collocò le sue truppe lungo il fiume, appoggiandosi alle dighe e alle paludi alle spalle di San Cipriano Po. Si rivelò una mossa vincente. Infatti quando gli austriaci attaccarono seguì una lunga e vigorosa resistenza che diede al generale Lannes il tempo di sostenere e riuscire nel suo primo sbarco. Il 14 giugno 1800, al calar della notte, fu gravemente ferito al petto da un proiettile di mitragliatrice durante la battaglia di Marengo.
Il 1º luglio 1801 entrò nell'esercito della Repubblica Cisalpina e fu nominato generale di divisione il 27 agosto 1803. Assunse il comando delle truppe della guarnigione di Mantova il 3 ottobre seguente. Fu nominato cavaliere della Legion d'onore l'11 dicembre 1803 e commendatore dell'ordine il 14 giugno 1804.
Mainoni morì il 12 dicembre 1807 a Mantova, a seguito della ferita riportata a Marengo. È sepolto nella cappella del Castello di San Giorgio a Mantova.

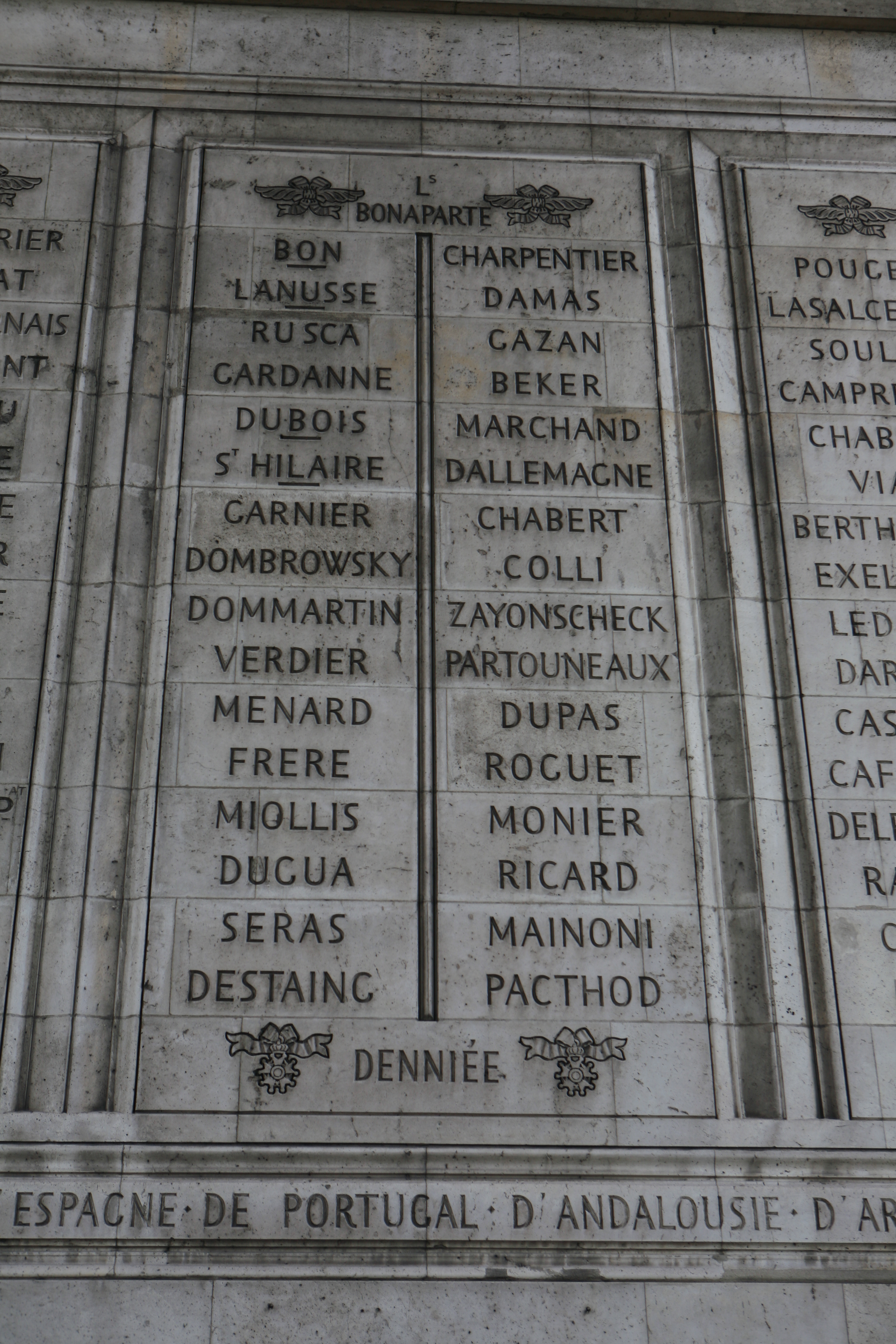
Nomi incisi sotto l'Arco di Trionfo di Parigi: 25ª e 26ª colonna

### Gradi successivi
Giuseppe Antonio Mainoni salì in soli 11 anni dal grado di soldato a quello di maggiore generale.
- 1790: Soldato
- Sergente
- Tenente
- 1792: Capitano
- 1792: Tenente colonnello
- 1796: Comandante di brigata (colonnello)
- 1798: Generale di brigata
- 1801: Generale di divisione